# 루돌프

1964년 TV 스페셜에 등장하는 어린 루돌프(오른쪽)

"빨간 코를 가진 순록" 루돌프(영어: Rudolph the Red-Nosed Reindeer)는 반짝이는 빨간 코를 가진 순록이다. 루돌프는 산타의 9번째 순록(영어: Santa's ninth reindeer)으로도 알려져 있으며, 크리스마스 이브에 산타의 썰매를 끄는 리더 순록으로 묘사된다. 루돌프가 나오는 노래 중에는 노래 《루돌프 사슴코⟫가 있다. 빨간 코를 가진 순록인 루돌프는 원래 이름이 롤로였다고 한다
루돌프는 로버트 L. 메이가 쓰고 백화점 몽고메리 워드가 출판한 1939년 소책자에 처음 등장하였다.

## 같이 보기
- 루돌프 사슴코
- 크리스마스
- 크리스마스 이브
- 순록
- 산타클로스